# Raionul Bereg, Transcarpatia
Bereg (în ucraineană Берегівський район, transliterat: Berehivskîi raion) este un raion în regiunea Transcarpatia, Ucraina. Are reședința la Bereg.
Are o suprafață de 1.477,1 km². Populația este de 206.696 locuitori, determinată în 1 ianuarie 2022, prin bilanț demografic[*].
1. ↑   https://decentralization.gov.ua/newrayons/1326 Lipsește sau este vid: |title= (ajutor)